# Bodóczky István
Bodóczky István (Szolnok, 1943. augusztus 21. – Budapest, 2020. október 26.) Munkácsy Mihály-díjas képzőművész, pedagógus, címzetes egyetemi tanár, konstruktőr.

## Élete és munkássága
Apja Dr. Bodóczky László, anyja Olexik Klára. Testvérei: Bodóczky László, Bodóczky Zsuzsanna. Gyermekei Caroline (Griffin) Bodóczkytól: Miklós (1969), Péter (1970), Antal (1975); Ék Ágnestől: Ék Benjámin (1986). 1970-ben végezte el festő és tanár szakon a Magyar Képzőművészeti Főiskolát, 1971-1973 között Derkovits-ösztöndíjban, 2014-ben Római Magyar Akadémia ösztöndíjában részesült. 1974-től nyugdíjazásáig a Képző- és Iparművészeti Szakközépiskola művésztanára és 1976-tól a Grafikai Archívum vezetője volt. 1993-tól a Magyar Iparművészeti Főiskola Tanárképző Tanszékének (és utódintézményeinek) tanára, 2002-ben habilitált. A Moholy-Nagy Művészeti Egytetem Doktori Iskolájának, a Magyar Képzőművészeti Egyetem Doktori Iskolájának valamint az ELTE Neveléstudományi Doktori Iskolájának témavezetője.
Pályája kezdetén expresszív, színes olajképeket festett. Az 1970-es évek közepétől kezdett készíteni, majd konstruálni saját tervezésű repülő szerkezeteket (zsinóros sárkányokat), újabban papír és bambusz felhasználásával. Az 1980-as évek óta e kétféle tevékenység egyesítésével hozza létre műveit: szabad körvonalú festményeit és háromdimenziós konstrukcióit. A könnyű szerkezetű képek vagy szobrok azonban megfelelő zsinórozással sárkányként repíthetők is. Bodóczky bambuszvázra feszített vékony papírjai lírai absztrakt festmények, szövegtöredékek és fotókollázsok. Akvarell, ecoline és pasztell-munkái jelentését címadással bonyolítja és irányítja.
Művészetet tanítani az 1970-es évek első felében kezdett, majd pedagógiai tevékenységét elmélyítette és kiszélesítette: a rendszerváltás óta tudományos pedagógiai kutatást és egyetemi oktatást folytat. A tanítást ugyanakkor olyan művészi alkotói folyamatként fogja fel, amelynek végeredménye nem egy-egy műtárgy, hanem a tanítványok szellemi-művészi alkotóképessége. Amikor a Budapest Galériában egyéni kiállításra kapott felkérést, a falakon körbe inspiratív feladataira adott tanítványi munkákat állított ki. Egyetemi hallgatóival éveken át szerkesztette az Irány.hu című vizuális nevelési magazint.

## Díjai
- Fiatal Művészek Stúdiója kiállítás III. díj – 1970
- Fiatal Művészek Stúdiója kiállítás II. díj – 1971
- Dózsa-pályázat festészeti I. díj – 1972
- Fiatal Művészek Stúdiója kiállítás I. díj – 1973
- Fiatal Művészek Stúdiója festészeti pályázat III. díj – 1974
- Ember és alkotása – Fiatal Művészek Stúdiója pályázat I. díj – 1977
- Munkácsy Mihály-díj – 1989
- Creative design díj, Dieppe – 1991
- Hommage à Vaszary kiállítás, KMM, első díj – 1993
- Herczeg Klára senior díj – 2013

## Válogatott egyéni kiállításai
- Művészklub [Bodri Ferenccel, Lisztes Istvánnal], Kecskemét – 1964
- Stúdió Galéria, Budapest – 1973
- Stúdió Galéria, Budapest [Kovács Péterrel] – 1978
- Budapesti Műszaki Egyetem Kollégiuma – 1979
- Műhely Galéria, Szentendre – 1982
- Bástya Galéria, Budapest – 1983
- Művésztelepi Galéria, Szentendre – 1983
- Lágymányosi Közösségi Ház, Budapest – 1985
- Vajda Lajos Stúdió Galéria [Maria Otamendivel], Szentendre – 1985
- Teleki-kastély Galéria, Szirák – 1986
- Uitz Terem, Dunaújváros – 1986
- Talapzat nélkül III., Békásmegyeri Művelődési Ház, Budapest – 1988
- Generalart Stúdió [Marnix de Brune-nel], Volkshalle, Bécs – 1988
- Lucidum intervallum, Francia Intézet, Budapest – 1989
- M. Dhondt Dhaenens, Durle (Belgium) – 1989
- Kisgaléria, Komárom – 1989
- Galerie de Rivo, Basel – 1990
- Gleditsch 45 Schöneberger Kunstgalerie, Berlin – 1990
- Várfok 14 Műhelygaléria, Budapest – 1990
- Médiathèque Centre Jean Renoir, Dieppe
- Le Ciel pour Cimaise, Tours – 1992
- Várfok 14 Műhelygaléria, Budapest – 1992, 1993
- Vízivárosi Galéria, Budapest – 1993
- Gleditsch 45 Schöneberger Kunstgalerie, Berlin – 1994
- Naplójáték, Várfok 14 Műhelygaléria, Budapest – 1994
- Vaktérkép, Bartók 32 Galéria, Budapest – 1995
- Vacsorák, Várfok 14 Műhelygaléria, Budapest – 1995
- Firkák, Sárospatak, Árpád Vezér Gimnázium – 1996
- XO Galéria, Budapest – 1998, 1999
- Transit, Davis Art Center, Davis, CA, USA 1999
- Álomfejtés/Traumdeutung, Csók István Képtár, Székesfehérvár – 2008
- Do it! BTM – Budapest Kiállítóterem – 2012
- Rejtett szimmetria, K.A.S. Galéria – 2012
- Herczeg Klára-díj (Kerezsi Nemerével) Stúdió Galéria – 2014
- Játsszuk azt, hogy meghaltunk. Artus Kapcsolótér – 2020

## Válogatott csoportos kiállítások
- Magyar művészek, Stockholm – 1982
- Magyar művészek, Bilbao – 1983
- Magyar művészek, Madrid – 1985
- Secundair Kunstinstituut, Gent – 1987
- Mamut art, Görög templom, Vác – 1990
- Medium Paper, Szépművészeti Múzeum, Budapest – 1992
- Miró M., Barcelona – 1994
- Helyzetkép / Magyar szobrászat, Műcsarnok, Budapest – 1995
- Made of Paper, Szombathelyi Képtár – 2004
- Hommage à El Kazovszkij, Várfok Galéria – 2009
- A Várfok Galéria 25 éves jubileumi kiállítása, Várfok Galéria – 2015

## Köztéri munkái
- Térplasztika, Batthyány Lajos Gimnázium, Nagykanizsa – 1985
- Szekkó, Művelődési Ház, Százhalombatta – 1984
- Térplasztika, Piarista Gimnázium, Szeged – 1999

## Könyvei
- Sárkányépítés; Műszaki, Budapest, 1982 (Sajátkezűleg)
- Papírsárkány. Budapest, 1988
- Rövidítések. Budapest, 1995
- Vizuális nevelés II. Feladatgyűjtemény és tanári kézikönyv a 7-12. évfolyamok számára. Budapest, Helikon, 1998
- Hidden Symmetry. The Drachen Foundation, 1999
- Rajztanítás a XIX. századi Magyarországon (társszerző)
- Vizuális művészeti projektek az oktatásban. Budapest, MIE, 2002
- Vizuális nevelés; Magyar Iparművészeti Egyetem, Budapest, 2003
- A rajz, vizuális kultúra tantárgy helyzete és fejlesztési feladatai, OFI, https://ofi.hu/tudastar/tantargyak-helyzete/rajz-vizualis-kultura, 2009. jún. 17.
- Kis könyv a vizuális művészeti nevelésről. Budapest, VKFA, 2012
- Visual Art and English – A vizuális művészeti képzés szakszótára (Dóczi Brigittával). Budapest, MKE, 2020
- Scrapbook. Budapest, Artus Kortárs Művészeti Egyesület, 2020